# Arella
Angela Roth, comúnmente llamada Arella, es un personaje ficticio de DC Comics. Ella es la madre pacifista de la superheroína empática Raven en los cómics y series animadas de Teen Titans. Ella es la amante y esposa reacia del poderoso demonio interdimensional Trigon, que la había seducido astutamente, en forma humana, para tener a alguien que gobernara a su lado y tener a una hija mitad humana y mitad demonio que se convierte en Raven.
Angela sirvió de base para dos personajes separados en la serie Titans de DC Universe: Melissa Roth, interpretada por Sherilyn Fenn, y Angela Azarath, interpretada por Rachel Nichols.

## Historia de la publicación
Arella aparece por primera vez en New Teen Titans #4 (1 de febrero de 1981) siendo creada por Marv Wolfman y George Pérez.

## Biografía ficticia del personaje
Angela Roth, nacida en Ciudad Gótica, era una adolescente deprimida y sin rumbo que se involucró con los cultistas que la incitaron a participar en una ceremonia secreta para apelar a Trigon, quien se manifestaría en el plano terrestre. Aunque sabía que Trigon era un demonio por su origen, pensaba que su hermosa forma humana era auténtica. Después de casarse con él, e hicieron el amor, Arella vio la verdadera forma de Trigon. La envió de vuelta a la Tierra, y Arella estaba embarazada. Arella intentó suicidarse con pastillas para dormir en un callejón abandonado. Sin embargo, en lugar de morir, la llevaron al Templo Azarath, ubicado entre todas las dimensiones. Fue allí donde le enseñaron el pacifismo y le cambiaron el nombre a Arella (lo que significaba Ángel mensajero de los Azaratas).
Poco después de dar a luz a Raven, ella entregó su cuidado maternal a Azar, la alta sacerdotisa. Rara vez veía a Raven durante bastante tiempo, pero se hizo cargo de la tutela de Raven tras la muerte de Azar cuando tenía unos diez años.
Cuando Raven tenía 18 años de edad, huyó de Azarath para buscar ayuda de los superhéroes de la Tierra para detener la invasión de Trigon. Esto dio lugar a los nuevos titanes adolescentes. Raven regresó brevemente a Azarath, pidiéndole ayuda a su madre. Arella se negó y la envió de regreso a la Tierra. Cuando Raven fue retenida como prisionera por Trigon, Arella decidió dejar a Azarath para ayudar a sus compañeros a rescatarla. Poco después, Trigon fue sellado en otra dimensión. Arella aceptó acompañarlo en un intento de impedirle regresar a través del portal.
Algún tiempo después, Raven finalmente cedió al control de su padre. Arella fue transportada a Azarath, que fue rápidamente destruida por los secuaces de Trigon. Ella estaba entre los pocos sobrevivientes. Arella siguió a los Jóvenes Titanes a la Tierra para ayudarlos en su lucha contra Trigon y liberar a su hija. Vio como Raven fue utilizada para destruir a su padre y luego desaparecer.
Arella viajó por el mundo, tratando de encontrar a su hija. Cuando finalmente la encontró, ambos fueron tomados prisioneros por sectarios, bajo el control del Hermano Sangre. Después de pasar un tiempo con su hija en la fortaleza de Sangre, fueron liberados por los Titanes.
Después de estos eventos Arella fundó entonces una granja en donde enseñaba a otras mujeres el pacifismo de Azarath, pero fue atacada y destruida por los Wildebeest, que en ese momento buscaban matar a todos los Titanes o ex-Titanes. Fue rescatada por Deathstroke, quien seguía la pista de dichos asesinatos. Ella, Deathstroke y Steve Dayton trabajaron para liberar a los Titanes secuestrados de la Sociedad Wildebeest de Jericho. Pero cuando Deathstroke fue forzado a matar a su hijo Jericho, las almas corruptas de Azarath lo dejaron y poseyeron a Raven, volviendo su maldad una vez más. Arella y Danny Chase se sacrificaron, fusionándose con las almas de Azarath en Fantasma.

## Poderes y habilidades
Arella posee varias habilidades sensoriales, místicas y mágicas que aprendió de Azar mientras vivía en Azarath, además complementó sus habilidades con el conocimiento del saber ocultista de Azarath y pudo realizar una variedad de hazañas, incluida la manipulación de la fortaleza emocional de los demás, haciéndola lo suficientemente poderosa para al menos luchar momentáneamente contra Trigon.

## Apariciones en otros medios

### Televisión
- Arella hace su primera aparición en la serie animada Los jóvenes Titanes durante el episodio "La Profecía" de la 4° temporada con la voz de Virginia Madsen. Cuando Raven al no saber qué más podía hacer para evitar la profecía de su nacimiento regresa a Azerath buscando ayuda para impedir que se hiciera realidad, pero ella encuentra la mayor parte de la ciudad desierta antes de encontrar a Arella ante un templo. Sin embargo, Arella solo puede reforzar lo que Raven temía, que no había nada que pudiera hacer para detener a Trigon. Ni Azarath ni Arella son vistos nuevamente en la serie. Tanto la aparición de ella como de Azarath son una ilusión creada por Trigon para quebrar a Raven, al final se muestra todo destruido, no se especifica si Arella estaba viva o ya había muerto.
- En la serie animada Los Jóvenes Titanes en acción Raven se ve visitando Azarath y a Arella cuando a ella le crecen un par de ojos adicionales, aunque esto es todo una ilusión creada por la fobia, y el miedo de Raven de parecerse a Trigon.
- La serie de acción en vivo Titans divide a Arella en dos personajes: Melissa Roth, interpretada por Sherilyn Fenn, y Angela Azarath, interpretada por Rachel Nichols.[4] Melissa es representada como la madre adoptiva de la hija de Trigon, a quien llama Rachel, y se hace pasar por su madre biológica hasta que se ve obligada a revelar la verdad y es asesinada por un acólito que caza a Rachel. Angela, la madre biológica de Rachel, es descubierta más tarde por Rachel cautiva en Agnews Asylum, un hospital psiquiátrico abandonado. Después de que Rachel, Dick Grayson, Kory Anders y Garfield "Gar" Logan la rescatan de Agnews. Sin embargo, se revela que Angela todavía está ligada con Trigon como su amante. Al envenenar a Gar, Angela manipula a Rachel para que convoque a Trigon para salvar la vida de Gar. Sin embargo, habiendo cumplido su propósito, Trigon la mata cuando alcanza su máximo poder.

### Película
- En la película animada Justice League vs. Teen Titans, Arella (con su nombre no revelado) aparece en un flashback que detalla el origen de Raven a sus compañeros Jóvenes Titanes, descrito como "joven, rebelde y crédulo". Esta encarnación fue eventualmente destruida por su "amante de Satanás" Trigon, junto con el pacífico reino paralelo de Azarath y su gente espiritual, después de que la joven Raven lo hubiera convocado sin querer, en un intento de aprender más sobre él y ella misma. Las lágrimas cayeron por sus ojos, había llamado a su hija pequeña, ya que fue arrastrada por un estallido supremamente poderoso de energía demoníaca disparada desde Trigon.